# Herrera del Duque
Herrera del Duque là một đô thị trong tỉnh Badajoz, Extremadura, Tây Ban Nha. Theo điều tra dân số 2006 (INE), đô thị này có dân số là 3845 người.

## Links
- More info at herreradelduque.es.tl Lưu trữ ngày 30 tháng 12 năm 2011 tại Wayback Machine